# Верхняя Айпа
Верхняя Айпа (устар. Северная Айпа, Верхняя Айла) — река в России, протекает по территории Мезенского района Архангельской области. Устье реки находится в 84 км по правому берегу реки Пёза. Длина реки составляет 61 км.

## Данные водного реестра
По данным государственного водного реестра России относится к Двинско-Печорскому бассейновому округу, водохозяйственный участок реки — Мезень от водомерного поста деревни Малонисогорская и до устья. Речной бассейн реки — Мезень.
Код объекта в государственном водном реестре — 03030000212103000050022.